# Eldin Hadžić
Eldin Hadžić Osmanović (Sarajevo, Bosnia-Herzegovina, Yugoslavia, 14 de octubre de 1991), conocido deportivamente como Eldin, es un futbolista español, aunque nacido en lo que actualmente es Bosnia y Herzegovina. Juega como mediapunta o extremo en el C. F. Intercity.

## Trayectoria
Eldin nació en la República Federal Socialista de Yugoslavia, cinco meses antes de su desintegración como país. A los 3 años de edad, debido a la Guerra de Bosnia, él y su familia emigraron a España, concretamente a Elche luego a Almoradi y por último a Catral. Empezaría jugando al fútbol en el Sporting Saladar, de Almoradí, y en 2005 se incorpora a los cadetes del Hércules, donde coincide con Kiko Femenía y Raúl Ruiz. En la temporada 2009-10, pese al interés de equipos superiores como el Real Madrid, firma su primer contrato profesional a razón de tres temporadas con el equipo alicantino
La temporada 2010/11, por culpa de los problemas con su nacionalización española, pasa a militar como cedido en el Eibar del Grupo II de la Segunda División B de España, aunque su estancia allí es corta. En diciembre de la misma temporada, al no poder contar con demasiados minutos, deja el equipo vasco y vuelve a la provincia de Alicante, esta vez como cedido en el Orihuela C. F., también de la Segunda División B y con el objetivo de disputar la promoción de ascenso a Segunda División. Tras finalizar la temporada, Eldin realiza la pretemporada con el Hércules pero siguen los problemas burocráticos respecto a su nacionalización española, ocupando así plaza de extracomunitario, y se ve obligado a irse cedido de nuevo, esta vez al Valencia Mestalla de Juan Bernat y Paco Alcácer. Allí, la suerte no le acompaña, y el 3 de diciembre de 2011 se rompe el ligamento cruzado en un partido contra el C. D. Manacor, que le obligaría a perderse toda la temporada.
En la temporada 2012/13, vuelve al Hércules para iniciar la pretemporada con el primer equipo, pero todavía sin la nacionalidad española y siendo considerado apátrida. Aun así, rechaza otra cesión y decide quedarse con ficha del filial para jugar en Preferente hasta recibir los papeles de la nacionalización. El 8 de agosto de 2012, marca el gol del empate del Hércules C.F. frente al F.C. Cartagena en el Trofeo Carabela de Plata de pretemporada, para después, en los penaltis, llevarse el título. Tras conseguir la nacionalidad española, el 16 de marzo de 2013 entra por primera vez en una convocatoria del primer equipo para un partido oficial. Debutaría al día siguiente, contra el C.E. Sabadell en la jornada 30 de Segunda División, sustituyendo a Mario Rosas en el minuto 66. El Hércules remontaría ese partido con un gol de Braulio, gracias a la espectacular asistencia de Eldin con el exterior del pie derecho. El 5 de mayo de 2013, marcaría su primer gol en competición oficial con la camiseta blanquiazul, inaugurando el marcador en el minuto 8 de un encuentro clave por la permanencia contra la S. D. Huesca, disputado en el Rico Pérez de Alicante ante unos 10.600 espectadores.
La temporada 2013/14, Eldin, conseguiría ficha con el primer equipo y, de esta manera, su sueño de formar parte de la primera plantilla del Hércules. La gran perla blanquiazul daba el salto definitivo y se convertía en un jugador clave en las alineaciones de Quique Hernández.
En la temporada 2014/15, ficha por el Real Zaragoza, y logra su primer gol en ante el F. C. Barcelona "B" en el Mini Estadi.

## Clubes
| Club                    | País   | Año       |
| ----------------------- | ------ | --------- |
| Hércules C. F. "B"      | España | 2009-2010 |
| S. D. Eibar             | España | 2010      |
| Orihuela C. F.          | España | 2011      |
| Valencia C. F. Mestalla | España | 2011-2012 |
| Hércules C. F. "B"      | España | 2012-2013 |
| Hércules C. F.          | España | 2012-2014 |
| Real Zaragoza           | España | 2014-2015 |
| U. D. Almería           | España | 2015-2016 |
| Elche C. F.             | España | 2016-2017 |
| C. D. Alcoyano          | España | 2018-2019 |
| C. F. Intercity         | España | 2019-     |